# Carl Wilhelm von Zehender

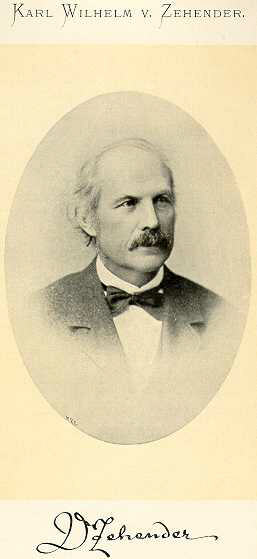
Carl Wilhelm von Zehender

Carl Wilhelm von Zehender, eigentlich: Wilhelm von Zehender (* 1. Juli 1819 in Bremen; † 19. Dezember 1916 in Rostock-Warnemünde) war ein deutscher Mediziner und Professor für Augenheilkunde des 19. Jahrhunderts.
Carl Wilhelm entstammte der Berner Ratsfamilie Zehender. Er widmete sich dem Studium der Medizin in Göttingen, Jena und Kiel. Während seines Studiums wurde er 1842 Mitglied der Burschenschaft Arminia auf dem Burgkeller in Jena. Als Militärarzt war er 1848 im Schleswig-Holsteinischen Krieg tätig. Anschließend begann Zehender seine wissenschaftliche Reise und wurde Assistent bei Ferdinand Arlt in Prag, bei Louise-Auguste Desmarres in Paris und Friedrich Jäger in Wien. Anfang der 50er Jahre arbeitete und lehrte er in der Privatpraxis seines Freundes Albrecht von Graefe. Von 1856 an war er Facharzt des Großherzogs Georg von Mecklenburg-Strelitz und gab zugleich das Correspondenzblatt für Ärzte im Großherzoglichen Mecklenburg-Strelitz heraus. Im September 1857 war er Teilnehmer einer kleinen Versammlung der damals bedeutendsten Augenärzte (darunter Albrecht von Graefe, Ferdinand von Arlt und Franciscus Cornelis Donders) in Heidelberg. Diese jährlich wiederholten Treffen führten zur Gründung der Heidelberger Ophthalmologischen Gesellschaft, die 1920 in die Deutsche Ophthalmologische Gesellschaft umbenannt wurde. Zehender war in dieser von Beginn an bis 1899 Präsidiumsmitglied.
Er war ab 18. September 1857 Mitglied der Gesellschaft Deutscher Naturforscher und Ärzte. Von 1863 an fungierte er als Herausgeber und von ihm begründeten ophthalmologischen Fachzeitschrift Klinische Monatsblätter für Augenheilkunde, der 1862 ein Beschluss der Heidelberger Ophthalmologischen Gesellschaft vorausging. Die 'Monatsblätter' waren mit einem klinischen Schwerpunkt als Ergänzung zur bereits von Albrecht von Graefe 1854 gegründeten Fachzeitschrift Archiv für Ophthalmologie gedacht. Über eine Professur in Bern gelangte er 1866 als Honorarprofessor an die Universität Rostock. Dort war im gleichen Jahr auf Betreiben von Gustav Simon ein Lehrstuhl für Augenheilkunde eingerichtet worden. Ab 1869 wurde Zehender zum ordentlichen Professor ernannt. Im Jahre 1876 erkannte er den Wert der binokularen Präparierlupe des Hof- und Universitätsmechanikers Heinrich Wilhelm Christoph Westien (1856–1919) für die Diagnose und Operation an den vorderen Augenabschnitten. Zehender ließ ihn die binokulare Cornealupe oder Zehender-Westien'sche Doppellupe bauen, das erste stereoskopische Untersuchungsinstrument der Ophthalmologie und ein Vorläufer der Spaltlampe.
Von 1877 bis 1880 begann der spätere italienische Augenarzt Arnaldo Angelucci seine ophthalmologische Ausbildung bei Zehender. Nachdem seine Bemühungen zum Bau einer eigenen Augenklinik in Rostock gescheitert waren, legte er 1889 dort seine Ämter nieder und ging nach München, wo er sich noch bis 1900 der Redaktion der Klinischen Monatsblätter für Augenheilkunde widmete.
Zusammen mit seiner Frau Luise Kamptz zog er schließlich 1907 über Eutin nach Warnemünde. Dort starb er im 98. Lebensjahr und wurde im heutigen Landschaftspark „Stephan Jantzen“ ohne einen Grabstein beerdigt. Zehender besaß national und international einen hohen Bekanntheitsgrad. Noch im Alter von 80 Jahren wurde er zum Ehrenpräsident des Internationalen Ophthalmologischen Kongresses in Utrecht im Jahre 1899 ernannt.

## Ehrungen
Im Jahr 1893 wurde er zum Mitglied der Deutschen Akademie der Naturforscher Leopoldina gewählt.
1890 wurde Zehender zum Vorsitzenden der ophthalmologischen Abteilung des Internationalen Medizinischen Kongresses in Berlin berufen.
Im Jahr 1899 wurde Zehender Ehrenpräsident des Internationalen Ophthalmologischen Kongresses in Utrecht.